# شوكات ممادوفا
شوكات حسن قيزي ممادوفا (بالأذرية: Şövkət Məmmədova) - هي مغنية	محترفة أذربيجانية الأولى، مغنية الاوبرى، فنانة المسرح، فنان الشعب في الاتحاد السوفيتي (1938)، نائبة في مجلس السوفيت الأعلى لجمهورية أذربيجان الاشتراكية السوفيتية، تمت منح بوسام لينين (مرتين)، وسام الراية الحمراء للعمل (مرتين)، وسام شارة الشرف.

## سيرتها ذاتية ونشاتها
ولدت شوكات ممادوفا عام 1897 في تبليسي، في عائلة أذربيجانية. في 1910 جاءت إلى باكو بمساعدة المليونير زين العابدين تاجيف.
دخلت شوكات ممادوفا إلى مدرسة موسيقى في ميلانو إيطاليا. ثم واصلت شوكات ممادوفا تعليمها في أكاديمي موسيقى في كييف.
منذ عام 1921، أدت في روسيا وفرنسا وإيطاليا وإيران وجورجيا.

بدأت شوكات ممادوفا نشاتها مسرحية في مسرح أكاديمية دولة أذربيجان للأوبرا والباليه.
كذلك عملت في أكاديمية باكو للموسيقى حتى نهاية عمرها (1941-1981).
في عام 1923، بمبادرة من شوكات ممادوفا، افتتحت مدرسة باكو للمسرح الفنية.
وفي 1923-1925 كان مديرًا ومديرًا لنشر دار النشر. توفيت شوكات ممادوفا في 1981 في مدينة باكو.

## وصلات خارجية
https://www.youtube.com/watch?v=KKyR9PE5HSg
https://www.youtube.com/watch?v=GI2Ps6yyK4M